# 이은구
이동구(1960년~)는 대한민국의 배드민턴 선수 출신 배드민턴 지도자로, 선수시절 1982년 아시안 게임에서 동메달을 획득했다.